# Can Mario
Can Mario, també anomenada Fàbrica Armstrong Cork España, Manufactures del Suro o Miquel, Vincke i Meyer, és el nom popular d'una antiga fàbrica de suro de Palafrugell (Baix Empordà), situada a la confluència del carrer de Pi i Margall amb els de Begur i de la Tarongeta i declarada bé cultural d'interès local. Hi destaca el dipòsit d'aigua en una torre de ferro, declarada bé cultural d'interès nacional en la categoria de monument històric l'any 2000, gràcies a una iniciativa de caràcter popular.
Actualment és la seu del Museu del Suro, per una banda, i del Museu Can Mario (Fundació Vila Casas), per l'altra, a més de la Bòbila Vella, les «quadres» del qual acullen l'Institut Català del Suro i l'Associació d'empresaris surers.

## Història

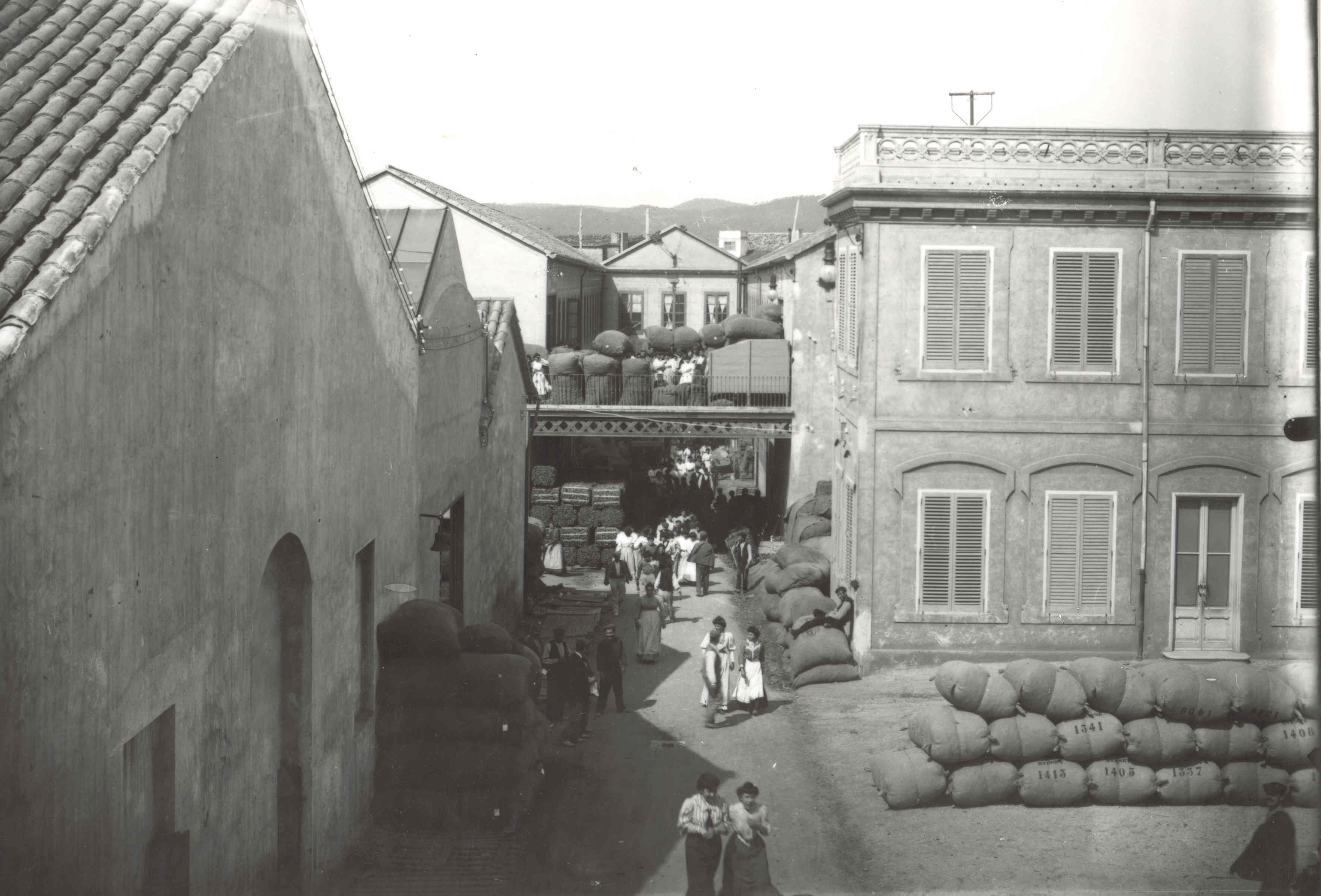
Passeig central de Can Mario vist des de la torre (ca. 1903 – 1907)

El mes d’agost del 1900, Joan Miquel i Avellí (Palafrugell, 1875-1934), àlies Joanet Mario, a qui Josep Pla dedicà un dels seus Homenots, i l'alemany Enric Vincke Wischmeyer van fundar la societat Miquel i Vincke, dedicada a la fabricació de tota mena d’articles de suro. Un any després, s'hi incorporà Pau Meyer Unmack i l'empresa es denominaria Miquel, Vincke i Meyer, amb un capital de 100.000 pessetes. Els socis alemanys comptaven amb el suport financer del banquer d'Hamburg Conrad Heinrich Donner, i Joan Miquel també parlava alemany i coneixia bé aquell mercat, gràcies a la seva experiència a la casa Bender i les estades que havia fet a Alemanya. Capdavantera de la mecanització del suro, la fàbrica de Palafrugell tingué un ràpid creixement, i el 1905 hi treballaven 500 persones, i dos anys després ja n’hi havia 1.000. La producció arribà a ser d'un milió de taps diaris.
El 1910 va morir Meyer, del que es deia que havia estat el primer fabricant de taps a fer la volta al món en missions comercials, i l'empresa passà a dir-se un altre cop Miquel i Vincke. El 10 d'octubre del 1913, l'Ajuntament de Palafrugell va concedir el permís per a construir uns coberts a la zona entre els carrers de Miquel, Vincke i Meyer i el de la Lluna, que configurarien la zona de forns, i a tot tardar, tota l'àrea quedaria enllestida ja durant l'any 1915. L'esclat de la Primera Guerra Mundial (1914-1948) tindria conseqüències negatives per a la indústria surera en general i per a Miquel i Vincke en particular, ja que la nacionalitat alemanya de Vincke faria que l'empresa fos inclosa en les llistes negres britàniques i franceses. Per a salvar aquesta dificultat, l'empresa es convertí el 1916 en societat anònima amb el nom Manufactures del Suro SA, amb un capital de 2,5 milions de pessetes. El 1920 adquirí la Companyia Surera Internacional SA de Palamós, filial de la Crown Cork & Seal Corp de Baltimore (Estats Units), que fabricava discos naturals de suro i era la primera a produir aglomerat negre. Aquesta fàbrica seria l'oficina exportadora de l'empresa, que utilitzava el port d'aquella localitat per a l'expedició dels productes manufacturats. Una altra adquisició fou la fàbrica de Barris i Cia, una vella companyia de Palafrugell que confeccionava taps de xampany, amb la qual es crearia la filial Trefinos SA.
El 1925, l'empresa va fer una emissió d'obligacions per valor de 5 milions de pessetes, amb l'aval de la Banca Marsans, el Banc Comercial Transatlàntic i el Banc de Palafrugell. Aquell mateix any, disposava de la gran fàbrica de Palafrugell (la major part de la qual era destinada a la fabricació d'aglomerat de suro), la de Palamós, una tercera a Figueres i una quarta a Càceres, i inicià la construcció d’una cinquena a Begur. També fundà dues filials comercials a l’estranger: la Cork Products Ltd a Londres, dirigida per Marçal Vincke, el fill gran del soci; i la Cork Import Corp a Nova York, dirigida primer per Julius Stone i després pel soci de l’empresa Harry Strauss.
Després d'uns anys de dura competència, el 1930 Manufactures del Suro SA fou adquirida per l'estatunidenca Armstrong Cork Company (actualment Armstrong World Industries) mitjançant una ampliació de capital de 15 milions de pessetes, de manera aquest passà de 10 a 25 milions. La raó social seria Manufacturas del Corcho Armstrong SA, amb seu a Sevilla, i el 31 de desembre del 1934 el capital augmentà fins a 35 milions de pessetes. Tenia fàbriques de productes de suro i aglomerats a Palafrugell, Palamós, Algesires, Càceres i Sevilla.
Joan Miquel, que tenia mala salut, abandonà l'empresa i morí a Palafrugell el 1934. Enric Vincke es mantindria en el consell d’administració fins a la seva mort el 1958.
En decadència durant diverses dècades, al voltant del 1980 la denominació social canvià a Armstrong World Industries SA, amb seu primer a Madrid i finalment de nou a Palafrugell. Actualment hi treballen unes 200 persones (hi és important l'elaboració de paper i articles de decoració) i altres 200 a la filial Trefinos SL, dedicada als taps de xampany.
El 2010, la Bòbila Vella va ser adequada per a convertir-la en un espai firal, amb prioritat pels esdeveniments culturals i comercials.

## Descripció

### Fàbrica
És un gran complex industrial que ocupa una extensió considerable dins el nucli urbà de Palafrugell. Està conformat per nombroses edificacions de naus industrials de dues plantes, que s'estructuren formant una xarxa de patis i vials en una interessant distribució que s'ha conservat inalterada.
Les naus són cobertes a doble vessant, sobre grans bigues d'enreixat metàl·lic; llurs façanes tenen frontons idèntics amb cornisa i coronament prominents. Destaquen els edificis pont damunt la via d'entrada. És notable la façana principal del carrer Pi i Margall, de tres crugies amb torreta central, simulant obra de carreuada i de maó; elements de ferro forjat: reixes dels finestrals, fanals adossats i, molt notable, als batents de la gran portalada. Hi figuren, com en altres punts del conjunt fabril, anagrames del nom inicial de la indústria: les lletres M i V dins d'un cercle. Han sofert modificacions alguns sectors, en especial els edificis d'oficines. L'any 1984 va ser enderrocada una alta xemeneia de maons al sector septentrional de la fàbrica.

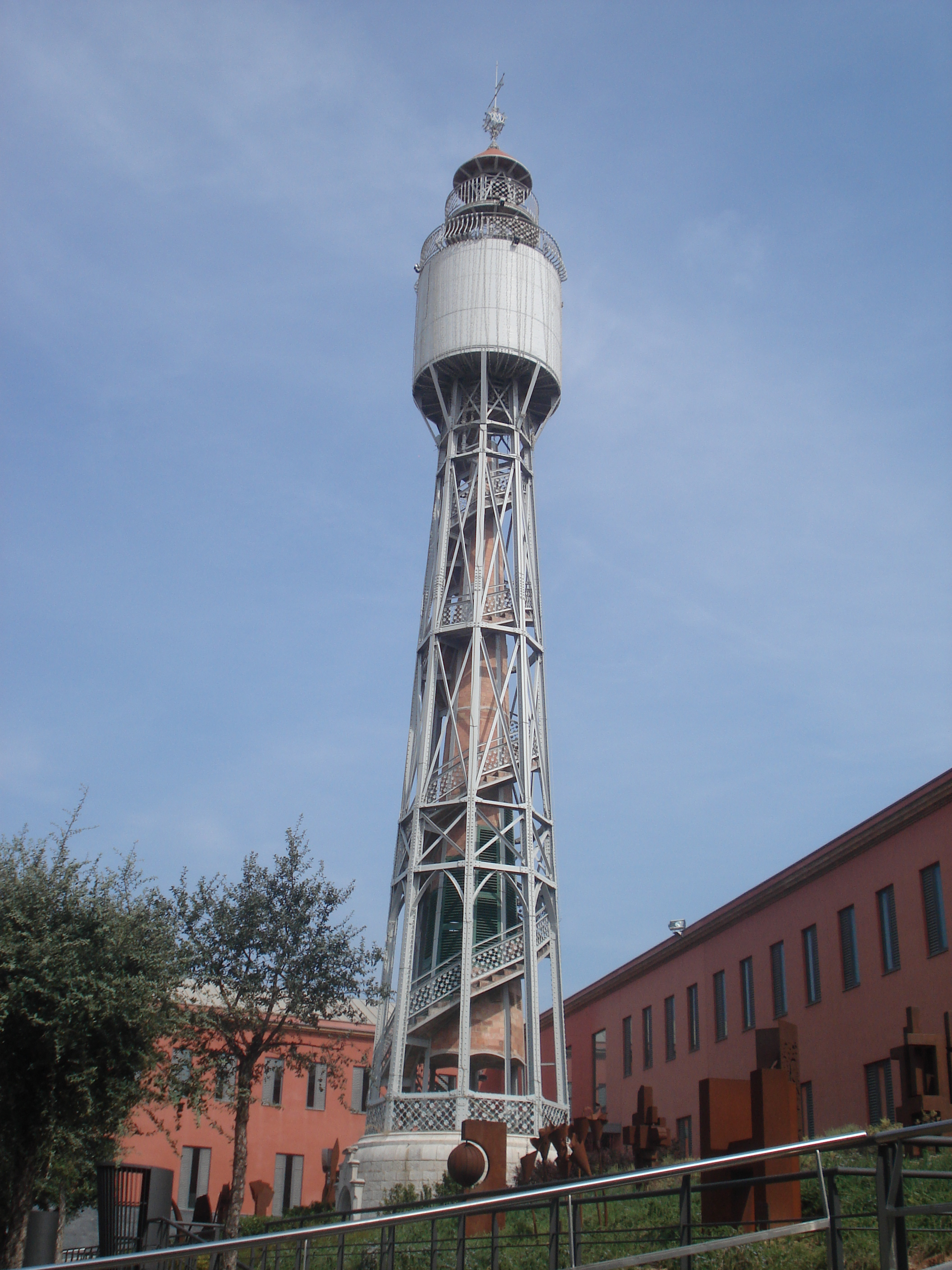
La torre de Can Mario

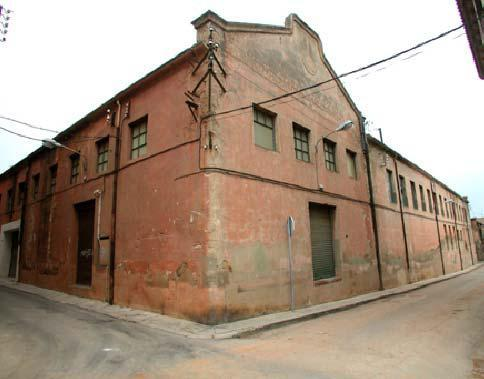
Façana de la Bòbila Vella

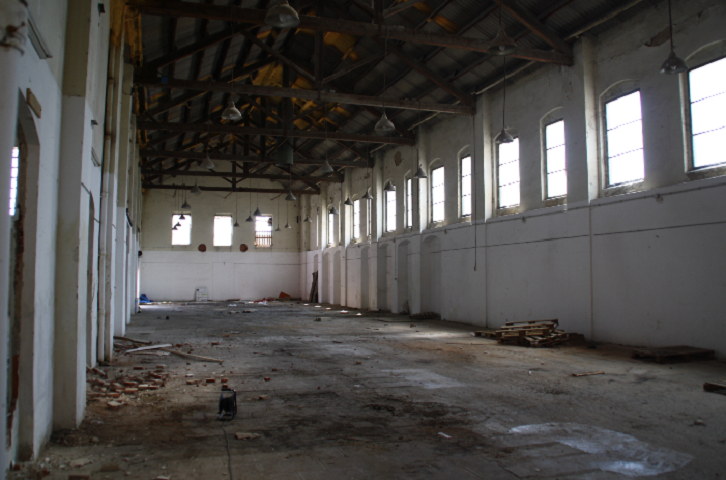
L'interior de la Bòbila Vella abans de la rehabilitació

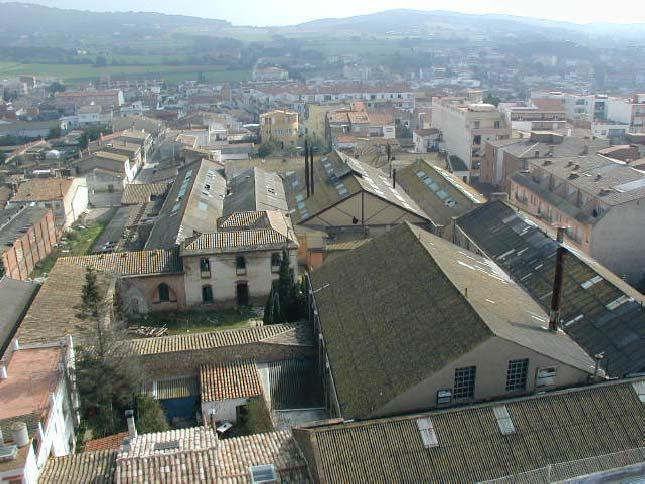
Vista aèria de la Bòbila Vella

### Torre de Can Mario
La necessitat de dipòsits per garantir la pressió de l'aigua en les fàbriques de suro en una època que no hi havia aigua corrent, va fer proliferar aquesta mena de construccions. Però en tot el sector surer català no n'hi ha cap més que, més enllà de la funcionalitat, cuidés els detalls d'imatge com la de l'empresa Miquel, Vincke i Meyer. Es tracta d'una obra plena de singularitat tècnica, espacial i estilística, una excel·lent mostra de l'arquitectura del ferro i una fita urbana dins de la població de Palafrugell.
Va ser projectada per l'arquitecte General Guitart i Lostaló, el mateix que va realitzar la façana modernista de la fàbrica. La construcció (1904-1905) va anar a càrrec dels tallers de l'arquitecte barceloní Joan Torras i Guardiola, especialitzat en construccions metàl·liques, sota la direcció de l'enginyer Josep Maria Manich i Elias.
La torre té una alçada de 35 m, i està formada per una estructura metàl·lica col·locada sobre una base cilíndrica d'obra de pedra, a la qual s'obre la porta d'accés a l'escala helicoïdal de 182 esglaons que dona accés a la part superior, on hi ha un dipòsit d'aigua també cilíndric amb barana de forja. La torre continua elevant-se fins a un segon nivell que constitueix un lloc de guaita de dimensions menors i amb una barana similar a l'anterior. S'han de destacar els elements decoratius, tant de l'enreixat de la barana com en l'acabament superior. A l'extrem superior hi ha un casquet de forma cònica amb un penell ornamentat amb l'emblema comercial de l'empresa.
Des de la part més elevada es pot gaudir d'una panoràmica privilegiada de Palafrugell i de l'Empordanet; a més, el Centre d'Interpretació permet descobrir la història d'aquest element clau de la silueta urbana de la vila.

### Bòbila Vella
Separada del conjunt fabril principal pel carrer de la Garriga, pel qual hi comunica, segueix el mateix esquema: naus de dues plantes amb finestrals distribuïts en filades regulars, interiors coberts amb encavallades i frontons amb l'emblema primitiu de la casa. Hi destaca el pati central amb les antigues cavallerisses que creen una porxada amb arcs ornamentals, de maó vist a sardinell, que tanquen per tres costats un pati quadrangular i s'adossen a un edifici de dues plantes del mateix moment.
També té interès l'entrada al conjunt pel carrer de Miquel, Vinke i Meyer, entre els extrems de dues naus i l'espai obert que precedeix el pati de les esmentades dependències. Les dites quadres i espais per a carruatges són una edificació tractada amb un llenguatge diferent dels edificis pròpiament fabrils.